# Катинін Дмитро Семенович
Дмитро Семенович Катинін (нар. 29 серпня 1925, Анніно — пом. 2 січня 2011, Херсон) — український живописець і графік; член Спілки художників України з 1970 року. Чоловік Стелли Курбаткіної.

## Біографія
Народився 29 серпня 1925 в селі Анніному (тепер Приволзький район Самарської області, РФ). З травня 1943 року брав участь у німецько-радянській, а з травня 1945 року — у радянсько-японській війнах. Воював на Карельському, 3-му Білоруському, 1-му Прибалтійському, Далекосхідному фронтах. Нагороджений медалями «За перемогу над Німеччиною», «За оборону Радянського Заполяр'я», «За перемогу над Японією».
1952 року закінчив Владивостоцьке художнє училище (викладачі Кирило Шебеко, Василь Безродний), 1959 року — Харківський художній інститут (викладачі Григорій Бондаренко, Олексій Кокель, Василь Мироненко, Валентин Сизиков). Член КПРС. По закінченню навчання працював на Херсонському художньому комбінаті. У 1981–1991, 1993–1995 роках — голова Херсонської організації Спілки художників України. З 1960 року брав участь в обласних, всеукраїнських та зарубіжних мистецьких виставках. Персональні виставки відбулися у Херсоні у 1975 і 1995 роках.
2001 року став дипломантом Міністерства культури і мистецтв України та Національної Спілки художників України.
Жив в Херсоні в будинку на проспекті Ушакова, 51, квартира 1. Помер в Херсоні 2 січня 2011 року.

## Творчість
Роботи на воєнні, історичну тематики, створював портрети, пейзажі, натюрморти, тематичні картини. Серед робіт:
графіка
- «Сурмач»(1959);
- «Прорив» (1959);
- «Степи українські» (1959);
- «Пісня» (1959);
- «Бій за Сиваш» (1967);
- «Таврія, 1918 рік» (1968);
- «Сон» (1971);
- «Розвідники» (1974);
- «Подвиг» (1974);
- «Солдати» (1974);

живопис
- «Переправа через Дніпро. Херсон 13 березня 1944» (1974);
- «Тиша (Дружина)» (1984);
- «Пам'ять серця. Медсестра» (1988);
- «Козаки в Олешках» (1992);
- «Г. Сковорода» (2000);
- «Леся Українка» (2001);
- «Козаки. Ностальгія» (2004);
- «Іван Богун» (2007);
- «Водохрещення» (2010).

Твори зберігаються в Херсонському художньому музеї, Донецькому художньому музеї, Миколаївському художньому музеї, Херсонському краєзнавчому музеї, також в Міністерстві культури України, приватних колекціях України, Росії, Німеччини, Голландії, Швейцарії, США, Болгарії та Угорщини.